# Мария Клевская
Мария Клевская, графиня де Бофор (фр. Maria di Clèves, 1553 — 30 октября 1574, Париж) — первая жена второго принца Конде. По некоторым сведениям, на ней намеревался жениться сам король Генрих III.

## Происхождение
Мария была младшей дочерью Франциска Клевского, герцога Неверского, и Маргариты де Бурбон, сестры Антуана де Бурбона, герцога де Вандома. Генрих Наваррский и принц Конде приходились ей, таким образом, двоюродными братьями. Старшие её сёстры, Генриетта и Екатерина, были замужем за Лодовико Гонзага и Генрихом де Гизом, соответственно.

## Биография
Потеряв отца в девять лет, Мария была воспитана тёткой, королевой Жанной Наваррской, в духе кальвинизма. Весной 1572 года была представлена к королевскому двору, где впервые встретила своих старших сестёр. Мария, известная своей красотой (Брантом называл принцессу Конде и её сестёр «тремя грациями»), привлекла внимание молодого Генриха, герцога Анжуйского, будущего короля Франции.
Между тем родственники предназначили в мужья Марии её двоюродного брата, Генриха де Бурбона, принца де Конде. Брачная церемония состоялась 10 августа 1572 года по кальвинистскому обряду в замке Бланди. После Варфоломеевской ночи супруги были вынуждены принять католичество и повторить церемонию бракосочетания уже по католическому обряду. Когда принц Конде весной 1574 года бежал из Парижа в Германию, где снова принял протестантизм, Мария осталась при дворе.
Вернувшись из Польши и вступив на престол, Генрих III надеялся расторгнуть брак Марии с принцем Конде и жениться на ней. Мария родила дочь Екатерину (1574—1595), будущую маркизу д’Иль, однако умерла от послеродовых осложнений. Так как привязанность короля к Марии не была ни для кого секретом, никто не хотел брать на себя смелость сообщить ему о смерти принцессы. Записку с сообщением положили в пачку ежедневной корреспонденции короля. Прочитав её, Генрих упал в обморок, и его приводили в чувство четверть часа. После недели истерик, король впал в меланхолию, облачился в траур, уединялся в часовне по нескольку раз на дню и часто совершал паломничества.